# Spathius wusheensis
Spathius wusheensis är en stekelart som beskrevs av Sergey A. Belokobylskij 1996. Spathius wusheensis ingår i släktet Spathius och familjen bracksteklar. Inga underarter finns listade i Catalogue of Life.